# Eleição parlamentar na Etiópia em 2021
A eleição parlamentar etíope de 2021 ocorreu entre 21 de junho e 30 de setembro para renovar a totalidade de assentos da Assembleia Parlamentar Federal. Inicialmente prevista para ocorrer em 29 de agosto de 2020, acabou tendo sua realização adiada para o ano seguinte devido à incidência da pandemia de COVID-19 na Etiópia. Inicialmente, em dezembro de 2020, a Comissão Nacional Eleitoral da Etiópia (em inglês: National Election Board of Ethiopia, em amárico: የኢትዮጵያ ብሔራዊ ምርጫ ቦርድ) fixou a realização do pleito para 5 de junho de 2021, porém sua realizada foi novamente adiada por problemas logísticos e de segurança, tendo sido somente realizada em 21 de junho.
A FDRPE, coalizão política de esquerda que governava o país desde o colapso da República Democrática Popular da Etiópia em 1991, foi oficialmente dissolvida em 1 de dezembro de 2019 por iniciativa do atual primeiro-ministro, Abiy Ahmed Ali, que defendia a fusão dos partidos políticos que compunham a coalizão, a fim de formar-se um partido unificado majoritário dentro do cenário político etíope. À exceção da Frente Popular de Libertação do Tigré, que opôs-se frontalmente à ideia e migrou para a oposição, os partidos étnicos regionais Organização Democrática dos Povos Oromo, Movimento Nacional Democrático Amhara e Movimento Democrático Nacional do Sul fundiram-se para formar o atual Partido da Prosperidade.
Como previsto, o novo partido não enfrentou dificuldade alguma para sagrar-se vencedor do pleito por ampla margem de votos, alcançando 96,59% dos votos válidos e elegendo 454 deputados para um mandato de 5 anos.

## Resultados eleitorais
| Partido                    | Partido                              | Votos      | %     | Cadeiras | +/–  |
| -------------------------- | ------------------------------------ | ---------- | ----- | -------- | ---- |
|                            | Partido da Prosperidade              | 36 931 099 | 96.59 | 454      | Novo |
|                            | Movimento Nacional de Amhara         | 405 290    | 1.06  | 5        | Novo |
|                            | Cidadãos Etíopes pela Justiça Social | 324 997    | 0.85  | 4        | Novo |
|                            | Partido Democrático do Povo Gedeo    | 164 410    | 0.43  | 2        | Novo |
|                            | Partido Democrático do Povo Kucha    | 84 117     | 0.22  | 1        | Novo |
|                            | Candidatos independentes             | 324 997    | 0.85  | 4        | 3    |
|                            | Assentos vacantes                    | –          | –     | 77       | 77   |
| Total de votos registrados | Total de votos registrados           | 38 234 910 | 100   | –        | –    |
| Eleitorado apto a votar    | Eleitorado apto a votar              | 42 483 233 | 90.00 | –        | –    |